# Tom Tully (acteur)
Pour les articles homonymes, voir Tom Tully.
Tom Tully, né à Durango, Colorado, le 21 août 1908, mort à Newport Beach, Californie, le 27 avril 1982 est un acteur américain.

## Biographie
Né à Durango (Colorado), Tully servit dans la Navy et travailla comme reporter pour le Denver Post avant de faire l’acteur, motivé par un meilleur salaire. Tully débuta sur les planches avant d’apparaître dans des films Hollywoodiens en 1944. Il fut nommé à l’Oscar pour son rôle de premier commandant du Caine dans Ouragan sur le Caine (1954), avec Humphrey Bogart. De 1954 à 1960, il interpréta l’inspecteur Matt Grebb dans la série de la CBS The Lineup. Son dernier rôle important est celui d’un marchand d’armes véreux dans le thriller Charley Varrick de Don Siegel  (1973).
Tully est mort d’un cancer le 27 avril 1982 à Newport Beach.

## Filmographie partielle
- 1943 : Du sang sur la neige (Northern Pursuit) de Raoul Walsh
- 1943 : Destination Tokyo de Delmer Daves
- 1944 : I'll Be Seeing You
- 1946 : Le Traître du Far-West (The Virginian)
- 1947 : La Dame du lac (Lady in the Lake)
- 1947 : Mac Coy aux poings d'or (Killer McCoy)
- 1948 : Ciel rouge (Blood on the Moon)
- 1948 : La Mariée du dimanche (June Bride)
- 1949 : The Lady Takes a Sailor de Michael Curtiz
- 1950 : Mark Dixon, détective (Where the Sidewalk Ends)
- 1951 : Dick Turpin, bandit gentilhomme (Dick Turpin's Ride) de Ralph Murphy
- 1951 : Tomahawk
- 1952 : La Furie du désir (Ruby Gentry), de King Vidor
- 1952 : Le Cran d’arrêt (The Turning Point)
- 1952 : Prisonniers du marais (Lure of the Wilderness)
- 1952 : Le Chanteur de jazz de Michael Curtiz
- 1952 : Return of the Texan
- 1952 : Ruse d'amour

(Love Is Better Than Ever) de Stanley Donen
- 1953 : La Vierge sur le toit (Die Jungfrau auf dem Dach) d'Otto Preminger (version allemande de La Lune était bleue, 1953)
- 1953 : La Mer des bateaux perdus (Sea of Lost Ships) de Joseph Kane
- 1954 : Ouragan sur le Caine
- 1954 : Le Défi des flèches (Arrow in the Dust) de Lesley Selander
- 1955 : Les Pièges de la passion (Love Me or Leave Me)
- 1956 : Behind the High Wall d'Abner Biberman
- 1958 : 10, rue Frederick (Ten North Frederick) de Philip Dunne
- 1968 : Un shérif à New York (Coogan’s Bluff) (1968)
- 1973 : Tuez Charley Varrick ! (Charley Varrick) (1973)
- 1981 : Salut l'ami, adieu le trésor